# Gymnocephalus
Gymnocephalus – rodzaj ryb z rodziny okoniowatych. Charakterystyczną cechą są 2 płetwy grzbietowe połączone ze sobą.

## Klasyfikacja
Gatunki zaliczane do tego rodzaju:
- Gymnocephalus acerina – sirotka[3]
- Gymnocephalus ambriaelacus
- Gymnocephalus baloni
- Gymnocephalus cernua – jazgarz[3]
- Gymnocephalus schraetser – szrecer[4], jazgarz dunajski[potrzebny przypis]

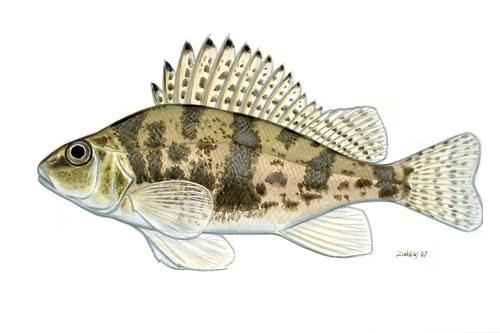
Gymnocephalus baloni
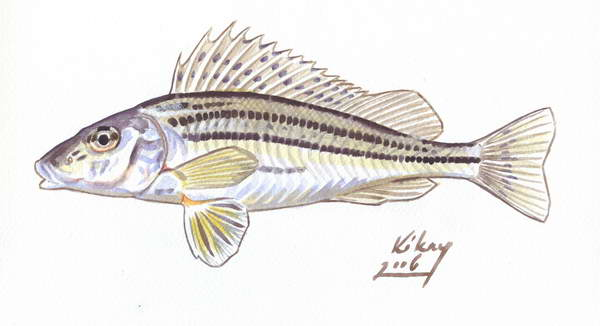
Gymnocephalus schraetser